# Kaag

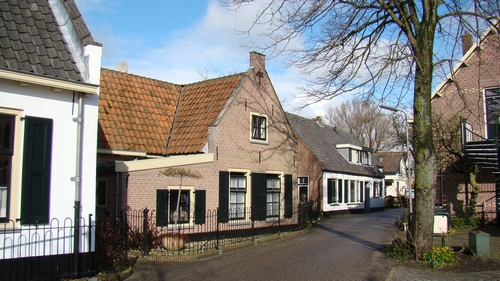
Vue du village

Kaag est un village néerlandais, situé dans la commune de Kaag en Braassem en Hollande-Méridionale, à environ 15 km au nord-est de Leyde.
Kaag est situé sur une île (Kagereiland) dans les Kagerplassen, un ensemble de lacs à la frontière des provinces de la Hollande-Méridionale et Hollande-Septentrionale. L'accès à l'île et au village n'est possible que par bateau, ou en empruntant le bac qui traverse le Ringvaart au départ de Buitenkaag (commune de Haarlemmermeer). L'économie du village est entièrement tournée vers le tourisme et les sports nautiques. Il y a également un camping.
Le nom de Kaghe, signifiant terre à l'extérieur de la digue, est attesté pour la première fois en 1308. Jusqu'à la fin du XVIe siècle, Kaag était le principal village de la région d'Alkemade. Sa situation isolée sur une île rend toutefois tout développement difficile.

## Source
- (nl) Cet article est partiellement ou en totalité issu de l’article de Wikipédia en néerlandais intitulé « Kaag (dorp) » (voir la liste des auteurs).